# Emmelie Arents
Emmelie Arents (Ninove, 1993 of 1994) is een Belgisch zangeres en schrijfster. Ze is zangeres van de symfonischemetalband Solitude Within en heeft sinds 2019 een aantal verhalen en boeken geschreven.

## Carrière

### Opleiding
Arents volgde een opleiding aan de Kunsthumaniora Brussel.

### Solitude Within
In 2014 richtte ze de symfonischemetalband Solitude Within op, waar ze sindsdien leadzangeres van is. Ook schrijft ze songteksten voor de band. De teksten komen vooral voort uit persoonlijke ervaringen van Arents. Naast zang verzorgt ze ook de piano- en synthesizerstukken. Qua zang wordt ze vergeleken met Charlotte Wessels, Amy Lee en Sharon den Adel.

### Schrijfster
Naast haar muzikale carrière is Arents schrijfster. Ze heeft diverse boeken op haar naam staan, waaronder Het Hart van de Adelaar en De Woestijndief. Haar romans vallen binnen de genres fantasy en young adult. Kenmerkend aan haar boeken zijn de meeslepende verhalen en gedetailleerde wereldopbouw. In 2023 verscheen haar vijfde boek, De Geest van Versailles, een hervertelling van De klokkenluider van de Notre Dame. Naar eigen zeggen kwam de inspiratie voor het boek door de brand die er in 2019 uitbrak.

## Discografie

### Met Solitude Within
| Jaar | Titel              | Soort |
| ---- | ------------------ | ----- |
| 2017 | Disappear          | album |
| 2022 | When Kingdoms Fall | album |